# Suicidal Final Art
Suicidal Final Art è una compilation degli At the Gates, pubblicata nel 2001 per conto della Peaceville Records.

## Tracce
1. The Red in the Sky Is Ours – 3:06
2. Kingdom Gone – 4:41
3. Windows – 3:54
4. Ever Opening Flower (demo version) – 5:32
5. The Architects (demo version) – 3:29
6. Raped by the Light of Christ – 2:54
7. Primal Breath – 7:17
8. Blood of the Sunsets – 4:26
9. The Burning Darkness – 2:10
10. The Swarm – 3:27
11. Terminal Spirit Disease – 3:40
12. Forever Blind – 3:58
13. The Beautiful Wound – 3:52
14. Blinded by Fear – 3:11
15. Slaughter of the Soul – 3:03
16. Terminal Spirit Disease (enhanced Video) – 3:40
17. The Burning Darkness (enhanced Video) – 2:11

## Formazione
- Anders Björler - chitarra
- Jonas Björler - basso
- Adrian Erlandsson - batteria
- Alf Svensson - chitarra
- Martin Larsson - chitarra
- Tomas Lindberg - voce